# Kebehsenoef
 Kebehsenoef  was een Egyptische god en was een van de Vier zonen van Horus. Hij had een valkenkop en waakte met Selket over het westen en de darmen.